# ГЕС Gāobàzhōu
ГЕС Gāobàzhōu (高坝洲水电站) — гідроелектростанція у центральній частині Китаю в провінції Хубей. Знаходячись після ГЕС Géhéyán, становить нижній ступінь каскаду на річці Qingjiang, правій притоці Янцзи.
У межах проєкту річку перекрили бетонною гравітаційною греблею висотою 57 метрів та довжиною 440 метрів. Вона утримує водосховище з об'ємом 486,3 млн м3, у якому припустиме коливання рівня поверхні в операційному режимі між позначками 78 та 80 метрів НРМ (під час повені може зростати до 82,9 метра НРМ). Біля правого берега обладнано двоступеневий судопідйомник із розмірами камери 42 × 10 метрів.
Інтегрований у греблю машинний зал обладнали трьома турбінами потужністю по 84 МВт, які забезпечують виробництво 890 млн кВт·год електроенергії на рік.